# Sint-Pietersbandenkerk (Idegem)

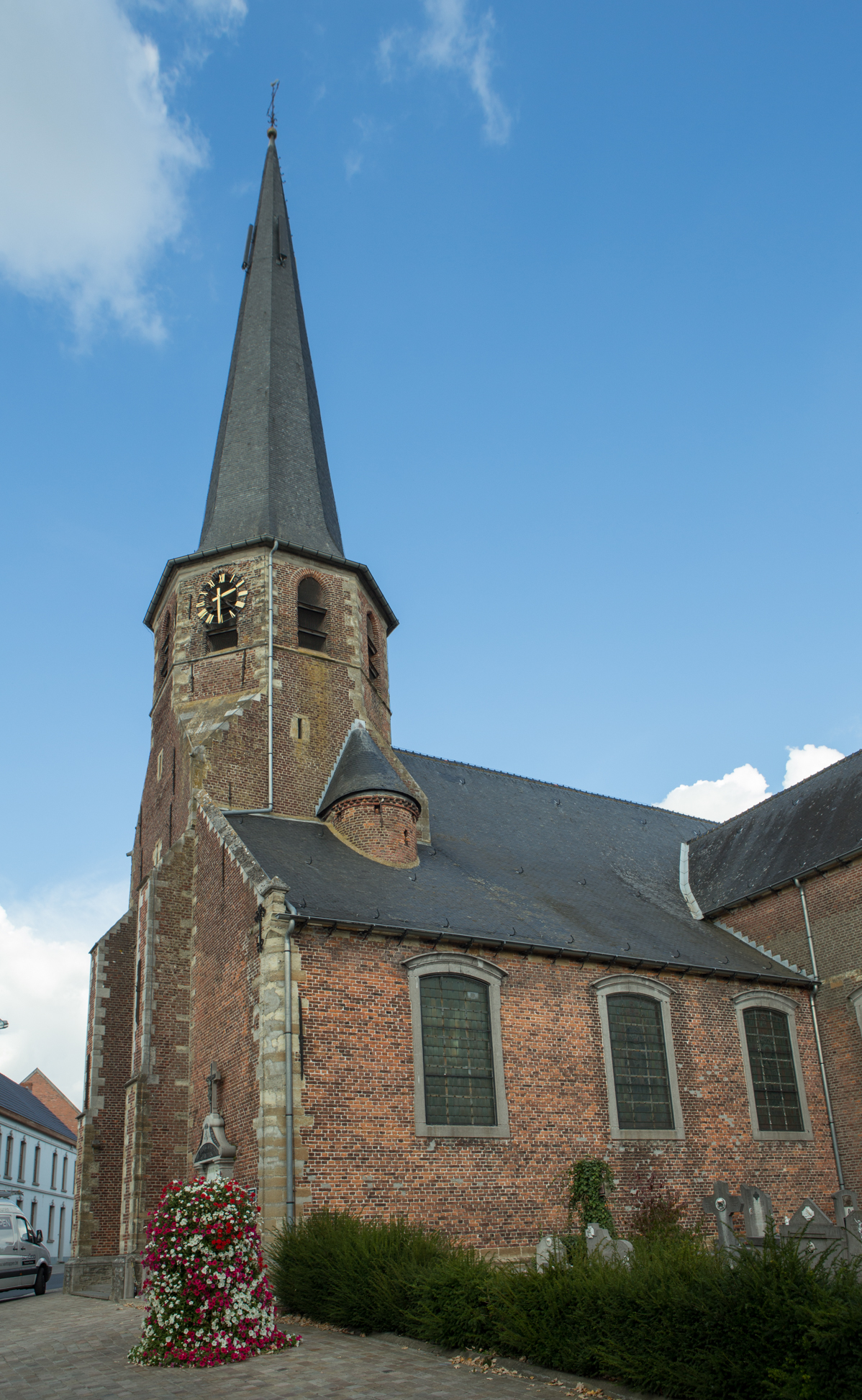
Sint-Pietersbandenkerk

De Sint-Pietersbandenkerk is de parochiekerk van de tot de Oost-Vlaamse gemeente Geraardsbergen behorende plaats Idegem, gelegen aan het Idegemplein.

## Geschiedenis
Op deze plaats stond een 15e-eeuwse gotische kerk waarvan de noordelijke transeptarm en de toren behouden zijn gebleven. Omstreeks 1780 werd de kerk in classicistische stijl herbouwd.

## Gebouw
Het betreft een driebeukige baksenen kruiskerk met driezijdig afgesloten koor. Sokkel en hoekstenen zijn in zandsteen uitgevoerd.
De vierkante toren heeft een achthoekige bovenbouw.
De kerk wordt omringd door een kerkhof.

## Interieur
Het grootste deel van het kerkinterieur is 18e-eeuws. Het orgel is in rococostijl. Het laatgotisch doopvont is 15e-eeuws.